# Montgomery County, Georgia
Montgomery County är ett administrativt område i delstaten Georgia, USA. År 2010 hade countyt 9 123 invånare. Den administrativa huvudorten (county seat) är Mount Vernon. 

## Geografi
Enligt United States Census Bureau har countyt en total area på 641 km². 636 km² av den arean är land och 5 km² är vatten.

### Angränsande countyn
- Treutlen County - nord
- Toombs County - öst
- Jeff Davis County - syd
- Wheeler County - väst